# 3.ª etapa do Tour de France de 2020
A 3.ª etapa do Tour de France de 2020 ocorreu na segunda-feira 31 de agosto de 2020 entre Nice e Sisteron, numa distância de 198 quilómetros.

## Percurso
A saída fez-se para a terceira jornada consecutiva em Nice, com várias subidas incorporadas : o col do Pilon (8,4 km ao 5,1 %), o col da Faye (5,3 km ao 4,8 %), o col de Lèques (6,9 km ao 5,4 %), o col do Orme (2,7 km ao 5 %). A última parte da carreira faz-se na porções planas, inclusive descendentes. A chegada estava localizada pela primeira vez em Sisteron.

## Desenvolvimento da carreira
Três corredores franceses escapam-se desde o começo da etapa. Como na véspera, se encontra ao atacante Benoît Cosnefroy e Anthony Perez, acompanhados desta vez por Jérôme Cousin (Total-Direct Ènergie). Perez passa Cosnefroy à cimeira das duas primeiras cotas da jornada, depois ambos homens se levantam. Enquanto ia apoderar-se do maillot às bolinhas, Perez está obrigado ao abandono após ter um acidente, depois de colidir com o carro do seu director desportista. Primo é apanhado pelo pelotão a 16 km da chegada. Caleb Ewan consegue a etapa ao sprint, ante o Campeão da Irlanda Sam Bennett e o recente campeão da Europa Giacomo Nizzolo (NTT). Segundo do sprint intermediário depois da 5.º da etapa, Peter Sagan toma a cabeça da classificação por pontos. Nenhuma mudança é de assinalar à classificação geral.

## Classificação da etapa
| \| Classificação por etapas \| Classificação por etapas \| Classificação por etapas \| Classificação por etapas \| Classificação por etapas \| \| Ciclista \| Ciclista \| Equipe \| Tempo \| \| \| ------------------------ \| ------------------------ \| -------------------------------- \| ------------------------ \| ------------------------ \| \| 1. \| Caleb Ewan \| Lotto-Soudal \| 5h17m42s \| \| \| 2. \| Sam Bennett \| Deceuninck-Quick Step \| + 0s \| \| \| 3. \| Giacomo Nizzolo \| NTT Pro Cycling \| + 0s \| \| \| 4. \| Hugo Hofstetter \| Israel Start-Up Nation \| + 0s \| \| \| 5. \| Peter Sagan \| Bora-Hansgrohe \| + 0s \| \| \| 6. \| Edward Theuns \| Trek-Segafredo \| + 0s \| \| \| 7. \| Cees Bol \| Team Sunweb \| + 0s \| \| \| 8. \| Matteo Trentin \| CCC Team \| + 0s \| \| \| 9. \| Bryan Coquard \| B&B Hotels-Vital Concept p/b KTM \| + 0s \| \| \| 10. \| Niccolò Bonifazio \| Total Direct Énergie \| + 0s \| \| |                   |                                  |          |
| |                   |                                  |          |
| Fonte: ProCyclingStats |                   |                                  |          |
| Classificação por etapas |                   |                                  |          |
| Ciclista | Ciclista          | Equipe                           | Tempo    |
| 1. | Caleb Ewan        | Lotto-Soudal                     | 5h17m42s |
| 2. | Sam Bennett       | Deceuninck-Quick Step            | + 0s     |
| 3. | Giacomo Nizzolo   | NTT Pro Cycling                  | + 0s     |
| 4. | Hugo Hofstetter   | Israel Start-Up Nation           | + 0s     |
| 5. | Peter Sagan       | Bora-Hansgrohe                   | + 0s     |
| 6. | Edward Theuns     | Trek-Segafredo                   | + 0s     |
| 7. | Cees Bol          | Team Sunweb                      | + 0s     |
| 8. | Matteo Trentin    | CCC Team                         | + 0s     |
| 9. | Bryan Coquard     | B&B Hotels-Vital Concept p/b KTM | + 0s     |
| 10. | Niccolò Bonifazio | Total Direct Énergie             | + 0s     |

## Classificações ao final da etapa

### Classificação geral(Maillot Jaune)
| \| Classificação geral \| Classificação geral \| Classificação geral \| Classificação geral \| Classificação geral \| \| Ciclista \| Ciclista \| Equipe \| Tempo \| \| \| ------------------- \| ------------------- \| --------------------- \| ------------------- \| ------------------- \| \| 1. \| Julian Alaphilippe \| Deceuninck-Quick Step \| 13h59m17s \| \| \| 2. \| Adam Yates \| Mitchelton-Scott \| + 4s \| \| \| 3. \| Marc Hirschi \| Team Sunweb \| + 7s \| \| \| 4. \| Tadej Pogačar \| UAE Team Emirates \| + 17s \| \| \| 5. \| Davide Formolo \| UAE Team Emirates \| + 17s \| \| \| 6. \| Egan Bernal \| Ineos Grenadiers \| + 17s \| \| \| 7. \| Tom Dumoulin \| Jumbo-Visma \| + 17s \| \| \| 8. \| Sergio Higuita \| EF Pro Cycling \| + 17s \| \| \| 9. \| Guillaume Martin \| Cofidis \| + 17s \| \| \| 10. \| Esteban Chaves \| Mitchelton-Scott \| + 17s \| \| |                    |                       |           |
| |                    |                       |           |
| Fonte: ProCyclingStats |                    |                       |           |
| Classificação geral |                    |                       |           |
| Ciclista | Ciclista           | Equipe                | Tempo     |
| 1. | Julian Alaphilippe | Deceuninck-Quick Step | 13h59m17s |
| 2. | Adam Yates         | Mitchelton-Scott      | + 4s      |
| 3. | Marc Hirschi       | Team Sunweb           | + 7s      |
| 4. | Tadej Pogačar      | UAE Team Emirates     | + 17s     |
| 5. | Davide Formolo     | UAE Team Emirates     | + 17s     |
| 6. | Egan Bernal        | Ineos Grenadiers      | + 17s     |
| 7. | Tom Dumoulin       | Jumbo-Visma           | + 17s     |
| 8. | Sergio Higuita     | EF Pro Cycling        | + 17s     |
| 9. | Guillaume Martin   | Cofidis               | + 17s     |
| 10. | Esteban Chaves     | Mitchelton-Scott      | + 17s     |

### Classificação por pontos(Maillot Vert)
| Classificação por pontos | Classificação por pontos | Classificação por pontos         | Classificação por pontos | Classificação por pontos |
| Ciclista                 | Ciclista                 | Equipe                           | Pontos                   |                          |
| ------------------------ | ------------------------ | -------------------------------- | ------------------------ | ------------------------ |
| 1.                       | Peter Sagan              | Bora-Hansgrohe                   | 79 pts                   |                          |
| 2.                       | Alexander Kristoff       | UAE Team Emirates                | 77 pts                   |                          |
| 3.                       | Sam Bennett              | Deceuninck-Quick Step            | 74 pts                   |                          |
| 4.                       | Matteo Trentin           | CCC Team                         | 54 pts                   |                          |
| 5.                       | Caleb Ewan               | Lotto-Soudal                     | 50 pts                   |                          |
| 6.                       | Giacomo Nizzolo          | NTT Pro Cycling                  | 46 pts                   |                          |
| 7.                       | Bryan Coquard            | B&B Hotels-Vital Concept p/b KTM | 37 pts                   |                          |
| 8.                       | Cees Bol                 | Team Sunweb                      | 32 pts                   |                          |
| 9.                       | Julian Alaphilippe       | Deceuninck-Quick Step            | 30 pts                   |                          |
| 10.                      | Mads Pedersen            | Trek-Segafredo                   | 30 pts                   |                          |

### Classificação da montanha(Maillot à Pois Rouges)
| Classificação da montanha | Classificação da montanha | Classificação da montanha | Classificação da montanha | Classificação da montanha |
| Ciclista                  | Ciclista                  | Equipe                    | Pontos                    |                           |
| ------------------------- | ------------------------- | ------------------------- | ------------------------- | ------------------------- |
| 1.                        | Benoît Cosnefroy          | AG2R La Mondiale          | 21 pts                    |                           |
| 2.                        | Michael Gogl              | NTT Pro Cycling           | 12 pts                    |                           |
| 3.                        | Toms Skujiņš              | Trek-Segafredo            | 6 pts                     |                           |
| 4.                        | Kasper Asgreen            | Deceuninck-Quick Step     | 6 pts                     |                           |
| 5.                        | Nicolas Roche             | Team Sunweb               | 5 pts                     |                           |
| 6.                        | Jérôme Cousin             | Total Direct Énergie      | 3 pts                     |                           |
| 7.                        | Robert Gesink             | Jumbo-Visma               | 3 pts                     |                           |
| 8.                        | Michael Schär             | CCC Team                  | 2 pts                     |                           |
| 9.                        | Fabien Grellier           | Total Direct Énergie      | 2 pts                     |                           |
| 10.                       | Marc Hirschi              | Team Sunweb               | 2 pts                     |                           |

### Classificação do melhor jovem(Maillot Blanc)
| Classificação dos jovens | Classificação dos jovens | Classificação dos jovens | Classificação dos jovens | Classificação dos jovens |
| Ciclista                 | Ciclista                 | Equipe                   | Tempo                    |                          |
| ------------------------ | ------------------------ | ------------------------ | ------------------------ | ------------------------ |
| 1.                       | Marc Hirschi             | Team Sunweb              | 13h59m24s                |                          |
| 2.                       | Tadej Pogačar            | UAE Team Emirates        | + 10s                    |                          |
| 3.                       | Egan Bernal              | Ineos Grenadiers         | + 10s                    |                          |
| 4.                       | Sergio Higuita           | EF Pro Cycling           | + 10s                    |                          |
| 5.                       | Enric Mas                | Movistar Team            | + 10s                    |                          |
| 6.                       | Valentin Madouas         | Groupama-FDJ             | + 2m17s                  |                          |
| 7.                       | Daniel Felipe Martínez   | EF Pro Cycling           | + 3m46s                  |                          |
| 8.                       | Harold Tejada            | Astana                   | + 4m33s                  |                          |
| 9.                       | Niklas Eg                | Trek-Segafredo           | + 8m49s                  |                          |
| 10.                      | Lennard Kämna            | Bora-Hansgrohe           | + 10m27s                 |                          |

### Classificação por equipas(Classement par Équipe)
| Classificação por equipes | Classificação por equipes | Classificação por equipes | Classificação por equipes |
| Equipe                    | Equipe                    | Tempo                     |                           |
| ------------------------- | ------------------------- | ------------------------- | ------------------------- |
| 1.                        | Trek-Segafredo            | 41h58m42s                 |                           |
| 2.                        | EF Pro Cycling            | + 0s                      |                           |
| 3.                        | Astana                    | + 0s                      |                           |
| 4.                        | Bahrain McLaren           | + 0s                      |                           |
| 5.                        | Ineos Grenadiers          | + 1m02s                   |                           |
| 6.                        | Movistar Team             | + 1m10s                   |                           |
| 7.                        | Jumbo-Visma               | + 1m14s                   |                           |
| 8.                        | UAE Team Emirates         | + 2m07s                   |                           |
| 9.                        | Groupama-FDJ              | + 2m07s                   |                           |
| 10.                       | AG2R La Mondiale          | + 3m36s                   |                           |

### Prêmio da combatividade
- Jérôme Cousin (Total Direct Énergie)

## Abandono(s)
- Anthony Perez (Cofidis) : abandono